# ヤーコプ・フリードリヒ・フリース
ヤーコプ・フリードリヒ・フリース （Jakob Friedrich Fries、1773年8月23日 - 1843年8月10日)はドイツ観念論新カント派の哲学者。 

## 生涯
フリースはNieskyのモラヴィア兄弟団アカデミーで神学を、ライプツィヒ大学とイェーナ大学で哲学を学習した。
1806年、ハイデルベルク大学哲学および数学教授に就任。
研究をすすめるうちにモラヴィア兄弟団の肯定神学（Cataphatic theology）を捨て、精神または記号の重要性を認識するようになった。
Reinhold, Fichte und Schelling (1803)では、 カール・レオンハルト・ラインホルト、ヨハン・ゴットリープ・フィヒテ、フリードリヒ・シェリングを批判的に論じた。
フリースの最重要論文は1807年のNeue oder anthropologische Kritik der Vernunft （理性への新しい人間学的批判）であり、イマヌエル・カントの批判哲学の心理学的基礎を分析した。
1816年、イェーナ大学教授に就任。ロマン主義改革運動を開始した。

## ブルシェンシャフト学生運動と反ユダヤ主義
フリースの政治思想としては、自由主義者であり、ドイツ統一論者であり、ブルシェンシャフト運動に加担した。
反ユダヤ主義者でもあり、1816年の『ユダヤ人を通じてもたらされるドイツ人の富ならびに国民性の危機について』では、ユダヤ人にはドイツ人と見分けるための標章を義務づけるべきで、ドイツからユダヤ人が出ていくことを推奨した。フリースによれば、ユダヤ人の貨幣経済における支配的な役割を非難し、ドイツからユダヤ教を根絶やしにすべきだと主張した。
1816年のパンフレット Von deutschem Bund und deutscher Staatsverfassung（ドイツ的ブントとドイツ憲法について）は青年ドイツに捧げられ、1819年にドイツ連邦を構成する国が集まって出されたカールスバート決議へのアジテーションに強い影響を与えたが、この決議によってブルシェンシャフト運動は弾圧された。
1819年3月に作家アウグスト・フォン・コツェブー（August von Kotzebue）を暗殺したブルシェンシャフト急進派でイエナ大学の学生カール・ザントはフリースの生徒だった。フリースがザントに宛てて出した手紙では秘密結社に参加することを警告する内容で、警察によってフリースの陰謀の証拠とされ、マインツ委員会でフリースは非難された。ザクセン＝ヴァイマル＝アイゼナハ大公カール・アウグストによってフリースは教職を剥奪され、講義することを禁止された。
その後1824年には復職し、1838年には無制限の講義権が認められた。

## ヘーゲルとの論争
ゲオルク・ヴィルヘルム・フリードリヒ・ヘーゲルが『法の哲学』（1821年）序文でブルシェンシャフト学生運動に加担したフリースを「直接的な認識と偶然の想像力」に依存しており、理性的でなく感情的であると批判した。また、ヘーゲルはフリースの方法論は十分に科学的でなく、したがって非論理的だと批判した。これに対してフリースは、ヘーゲルは既存秩序とそのなかにいる自分自身の特権的地位を擁護しているにすぎないとし、「ヘーゲルの形而上学的なマッシュルームは科学の庭園ではなく、奴隷の糞の山で生育する」と反論した。フリースにとって、ヘーゲルの理論はプロイセンの支配層の擁護にすぎなかった。

## 著作
重要な著作はイェーナ大学時代に書かれた。
- System der Philosophie als evidente Wissenschaft (1804)
- Wissen, Glaube und Ahnung (1805)
- Neue oder anthropologische Kritik der Vernunft (1807、第二版 1828–1831)（理性への新しい人間学的批判）
- System der Logik (1811年発表。1819年と1837年に改訂)
- Julius und Evagoras, 哲学的ロマンス。 (1814)
- Ueber die Gefährdung des Wohlstandes und Charakters der Deutschen durch die Juden (『ユダヤ人を通じてもたらされるドイツ人の富ならびに国民性の危機について』, 1816)
- Handbuch der praktischen Philosophie (実践哲学案内, 1817–1832)
- Handbuch der psychischen Anthropologie (1820–1821)
- Die mathematische Naturphilosophie (数学的自然哲学, 1822)
- System der Metaphysik （形而上学体系, 1824)